# Reazione di reforming con vapore
La reazione di reforming con vapore (o semplicemente reazione di reforming o steam reforming) è un processo di interesse industriale per la produzione di syngas a partire da idrocarburi (spesso metano) e vapore acqueo.
Trova impiego nella sintesi dell'ammoniaca e nella sintesi del metanolo.

## Reazioni coinvolte
Preliminarmente, il gas di idrocarburi è desolforato, per evitare di intaccare il catalizzatore in nichel.
La reazione di reforming con vapore si divide in due fasi:
Reforming primario
{\displaystyle {\ce {CH4 + H2O -> CO + 3 H2}}}
Reforming secondario
La miscela di gas ottenuta tramite reforming primario contiene metano (CH4) residuo, monossido di carbonio (CO), acqua (H2O) e idrogeno (H2). Tramite il reforming secondario viene svolta una post-combustione con aria attraverso la quale si ottiene una maggiore concentrazione di monossido di carbonio e idrogeno e una minore concentrazione di metano residuo.
Le reazioni coinvolte nel reforming secondario sono le seguenti:
{\displaystyle {\ce {CH4 + 2 O2 -> CO2 + 2 H2O}}}
{\displaystyle {\ce {2 H2 + O2 -> 2 H2O}}}
{\displaystyle {\ce {CH4 + H2O -> CO + 3 H2}}}
{\displaystyle {\ce {CH4 + CO2 -> 2 CO + 2 H2}}}
Per lo svolgimento di tale processo si usa nichel supportato come catalizzatore.
La prima reazione è endotermica, per cui si opera ad elevata temperatura (700 °C) per favorire tale reazione. Per la seconda fase invece non si usa ossigeno puro (O2), bensì aria perché la reazione è esotermica e in presenza di ossigeno puro si raggiungerebbero temperature troppo elevate. Inoltre la temperatura di partenza è elevata (circa 900 °C) e la concentrazione del metano residuo non molto alta.
Nel caso in cui il syngas ottenuto sia successivamente usato per la sintesi dell'ammoniaca (dopo reazione di spostamento del gas d'acqua), l'utilizzo dell'aria al posto dell'ossigeno puro è inoltre vantaggioso perché così la miscela ottenuta contiene già azoto (N2), che è utilizzato come reagente assieme all'idrogeno.

## Fabbisogno energetico
Al 2023 il reforming del metano a vapore per la sintesi di idrogeno, la produzione dell’ammoniaca per i fertilizzanti e la sintesi del metanolo consumano il 10% dell'energia mondiale.